# Аван, Фатих
Фатих Аван (тур. Fatih Avan; род. 1 января 1989, Андырын, Кахраманмараш) — турецкий легкоатлет, специалист по метанию копья. Выступал на профессиональном уровне в 2007—2018 годах, победитель Всемирной Универсиады, двукратный чемпион Средиземноморских игр, действующий рекордсмен Турции, участник летних Олимпийских игр в Лондоне.

## Биография
Фатих Аван родился 1 января 1989 года в городе Андырын провинции Кахраманмараш.
Впервые заявил о себе на международном уровне в сезоне 2007 года, когда вошёл в состав турецкой сборной и выступил на юниорском первенстве Балкан в Крагуеваце, где в зачёте метания копья стал третьим.
В 2008 году одержал победу на чемпионате Турции в Измире.
В 2009 году выиграл бронзовую медаль в молодёжной категории на Кубке Европы по зимним метаниям в Пуэрто-де-ла-Крусе, превзошёл всех соперников на Средиземноморских играх в Пескаре, занял 11-е место на Всемирной Универсиаде в Белграде, седьмое место на молодёжном европейском первенстве в Каунасе, отметился выступлением на чемпионате мира в Берлине.
В 2010 году вновь победил на чемпионате Турции в Измире.
В 2011 году был лучшим в молодёжной категории на Кубке Европы по зимним метаниям в Софии, показал третий результат на Мемориале братьев Знаменских в Жуковском, получил серебро на молодёжном европейском первенстве в Остраве, выиграл Всемирную Универсиаду в Шэньчжэне, занял пятое место на чемпионате мира в Тэгу.
В 2012 году одержал победу на Кубке Европы по зимним метаниям в Баре, тогда как в Клубной суперлиге Турции в Измире кроме победы установил ныне действующий национальный рекорд в метании копья — 85,60 метра. Участвовал в чемпионате Европы в Хельсинки. Благодаря череде успешных выступлений удостоился права защищать честь страны на летних Олимпийских играх в Лондоне — на предварительном квалификационном этапе метнул копьё на 78,87 метра, чего оказалось недостаточно для выхода в финал.
В 2013 году среди прочего победил на домашних Средиземноморских играх в Мерсине, взял бронзу на Всемирной Универсиаде в Казани, принял участие в чемпионате мира в Москве, стал серебряным призёром на Играх исламской солидарности в Индонезии.
В 2014 году победил на чемпионате Балкан в Питешти, метал копьё на чемпионате Европы в Цюрихе — в финал не вышел.
В 2015 году завоевал бронзовую награду на Кубке Европы по зимним метаниям в Лейрии.
В 2018 году принял участие в Средиземноморских играх в Таррагоне, где занял итоговое пятое место. По окончании сезона завершил спортивную карьеру.